# Rolf Degerlund
Rolf Harry Degerlund, född 8 december 1952 i Gunnarsbyn, Norrbotten, är en svensk skådespelare, regissör och teaterman. 

## Biografi
Efter gymnasiet i Boden studerade Degerlund vid Kalix folkhögskolas teaterlinje, där han fick stipendium för vidareutbildning. Han valde att studera på Marcel Marceaus mimskola på Irland och hos Josef Szajna på Studioteatr i Warszawa. 1973 var han en av grundarna av Lule Stassteater. Degerlund arbetade vid TV-teatern i Göteborg 1975 och vid TV i Sundsvall 1978. Han engagerades som skådespelare vid Norrbottensteatern 1978, och blev dess teaterchef år 1988.
Degerlund skapade 2002 Ice Globe Theatre i Jukkasjärvi - en kopia av Globe Theatre i London, men av snö och is. 2004 mottog han priset Innovation Award i London, då Ice Globe Theatre utsetts till en av världens mest innovativa upplevelser. Degerlund är också regissör åt trollkarlen Joe Labero. Han är dessutom manusförfattare och regissör för Pippi Långstrump - Ett äventyr på is. 
Degerlund är sedan 2005 VD/Creative Director för Pronto Production AB, en kommunikationsbyrå med kompetens inom strategi, design/grafisk formgivning, varumärkesbyggande och arkitektur. Pronto Production är producent och idégivare och arkitekt till Kläppenteatern Bodens Friluftsteater i Boden. Den 13 juli 2013 hade Enbom - SpionOpera världspremiär på Kläppenteatern i centrala Boden; den är Sveriges första ekoteater byggd av återvunnet material. 
Rolf Degerlund är gift med Kerstin Degerlund, grafisk formgivare, och bor i Norge. Mellan 2016 och 2024 var han chef för Beaivváš Sámi Našunálateáhter (Samiska nationalteatern) i Norge.
Degerlund var tidigare gift med journalisten och debattören Lotta Gröning.

## Filmografi (urval)
- 1977 – Hammarstads BK (TV-serie)
- 1980 – Den gamla goda tiden (TV-film)
- 1985 – Jonny Roova
- 1989 – Tre kärlekar (TV-serie)
- 1991 – Snöriket
- 1991 – Barnens Detektivbyrå (TV-serie)
- 1992 – Den femtonde hövdingen (TV-serie)
- 1993 – Kärlekens himmelska helvete
- 1993 – Kejsarn av Portugallien (TV-serie)
- 1996 – Stålbadet
- 1996 – Jägarna
- 1997 – Kalle Blomkvist och Rasmus
- 1997 – Vildängel
- 1999 – Lusten till ett liv
- 2000 – Sjätte dagen (TV-serie)
- 2001 – Rederiet (TV-serie)
- 2002 – Grabben i graven bredvid
- 2002 – Hjortronstället
- 2002 – Svenska slut (TV-serie)
- 2003 – Gömd i tiden
- 2003 – Emma och Daniel - mötet
- 2004 – Hotet
- 2004 – Macbeth
- 2006 – Wallander – Hemligheten
- 2006 – Möbelhandlarens dotter (TV-serie)
- 2008 – Varg
- 2008 – Höök (TV-serie)
- 2009 – Oskyldigt dömd (TV-serie)
- 2010 – Luftslottet som sprängdes
- 2010 – Bröderna Karlsson
- 2011 – Vaktmästaren
- 2012 – Looking for Joy
- 2012 – Den röda vargen
- 2013 – Wallander – Den orolige mannen
- 2016 – Midnattssol (TV-serie)
- 2017 – Rebecka Martinsson (TV-serie)
- 2020 – White wall (TV-serie)

## Teater

### Roller
| År   | Roll       | Produktion                                                    | Regi              | Teater             |
| ---- | ---------- | ------------------------------------------------------------- | ----------------- | ------------------ |
| 1984 | Tom Sawyer | Tom Sawyers äventyr (The Adventures of Tom Sawyer) Mark Twain | Catherine Parment | Norrbottensteatern |